# Waterfront Red Car
Waterfront Red Car – linia tramwajowa działająca w dzielnicy portowej Los Angeles, San Pedro. Trasa linii znajduje się w miejscu nieistniejącej już linii tramwajowej, która należała do systemu tramwajów międzymiastowych znanego jako Pacific Electric Railway. Linia przebiega od terminalu statków wycieczkowych World Cruise Center, pod mostem wiszącym Vincent Thomas Bridge, do skrzyżowania ulic 22nd Street z Miner Street. Tramwaje kursują od piątku do niedzieli, sporadycznie jeżdżą także w pozostałe dni tygodnia wtedy, gdy do portu zawijają statki wycieczkowe. Linia obsługiwana jest zarówno przez oryginalne wagony tramwajowe, jak i przez repliki starych tramwajów, które należały do nieistniejącej już sieci tramwajowej Pacific Electric Railway, która obejmowała Los Angeles i okoliczne miejscowości oraz hrabstwa.
Obecnie do obsługi linii wykorzystywane są trzy wagony tramwajowe, dwa spośród nich to repliki, oznaczone numerami 501 i 502, które zbudowali od podstaw pracownicy portu morskiego w Los Angeles; wnętrza wagonów są chłodzone przy pomocy okien, tak zwanych clerestoriów podobnie jak w oryginalnych wagonach klasy 500 (Red Cars). Trzeci tramwaj o numerze bocznym 1058 został zbudowany z fragmentów dwóch rozbitych wagonów tramwajowych klasy 950.
Linię tramwajową Waterfront Red Car uzupełniają dwie linie autobusowe wahadłowe.
Niebieska linia obsługuje centrum dzielnicy San Pedro i wioskę Ports O'Call, zaś linia zielona obsługuje port i przystań.

## Przystanki
1. World Cruise Center
2. Maritime Museum
3. Ports O'Call
4. 22nd Street